# STS-81
STS-81 (englisch Space Transportation System) ist eine Missionsbezeichnung für das US-amerikanische Space Shuttle Atlantis (OV-104) der NASA. Der Start erfolgte am 12. Januar 1997. Es war die 81. Space-Shuttle-Mission, der 18. Flug der Raumfähre Atlantis, der siebte Flug im Rahmen des Shuttle-Mir-Programms und die fünfte Kopplung einer US-Raumfähre an die Raumstation Mir.

## Mannschaft
- Michael Baker (4. Raumflug), Kommandant
- Brent Jett (2. Raumflug), Pilot
- John Grunsfeld (2. Raumflug), Missionsspezialist
- Marsha Ivins (4. Raumflug), Missionsspezialistin
- Peter Wisoff (3. Raumflug), Missionsspezialist

### Mir-Crew Hinflug
- Jerry Linenger (2. Raumflug)

### Ersatz
- Michael Foale für Linenger

### Mir-Crew Rückflug
- John E. Blaha (5. Raumflug)

(nach einer Flugzeit von 128 Tagen, 5 Stunden und 27 Minuten zur Erde zurückgekehrt; Hinflug mit STS-79)

## Missionsbeschreibung
Beim fünften Flug der Raumfähre Atlantis zur Raumstation Mir standen Materialtransport und der Wechsel eines Besatzungsmitgliedes im Mittelpunkt. Wissenschaftliche Forschungen betrafen die Gebiete Technologie, Erderkundung, Biologie, Medizin, Mikrogravitation und Raumforschung. Einige Experimente befanden sich im Mitteldeck der Fähre, andere waren in einem Spacehab-Doppelmodul untergebracht.
Die ersten Tage waren die Besatzungsmitglieder vor allem mit der Aktivierung der Bordsysteme des Spacehab, dem Betanken der Wasserkanister für die Raumstation Mir und der Vorbereitung des Docking-Manövers beschäftigt. Dabei wurde auch das Navigationssystem kalibriert und ein Laser-Entfernungsmesser getestet. Des Weiteren wurde ein Laufband getestet, welches später in der Internationalen Raumstation ISS eingesetzt werden sollte. Es ist mit speziellen Schwingungsdämpfern versehen, die verhindern sollen, dass sich die Bewegungen des trainierenden Raumfahrers zu stark auf die Raumstation übertragen. Die dabei auftretenden Kräfte könnten wissenschaftliche Experimente negativ beeinflussen. Während des gesamten Fluges wurden auch aus diesem Grund die Restbeschleunigungen gemessen (Experiment SAMS). Aufgrund eines Computerfehlers musste dieses Experiment jedoch nach dem Abkoppeln von der Raumstation am vorletzten Flugtag wiederholt werden. Ebenfalls vor der Kopplung wurden mit dem Biorack Untersuchungen zu den Auswirkungen von Schwerelosigkeit und kosmischer Strahlung auf Pflanzen, verschiedene Gewebe, Zellkulturen und Pilze vorgenommen.

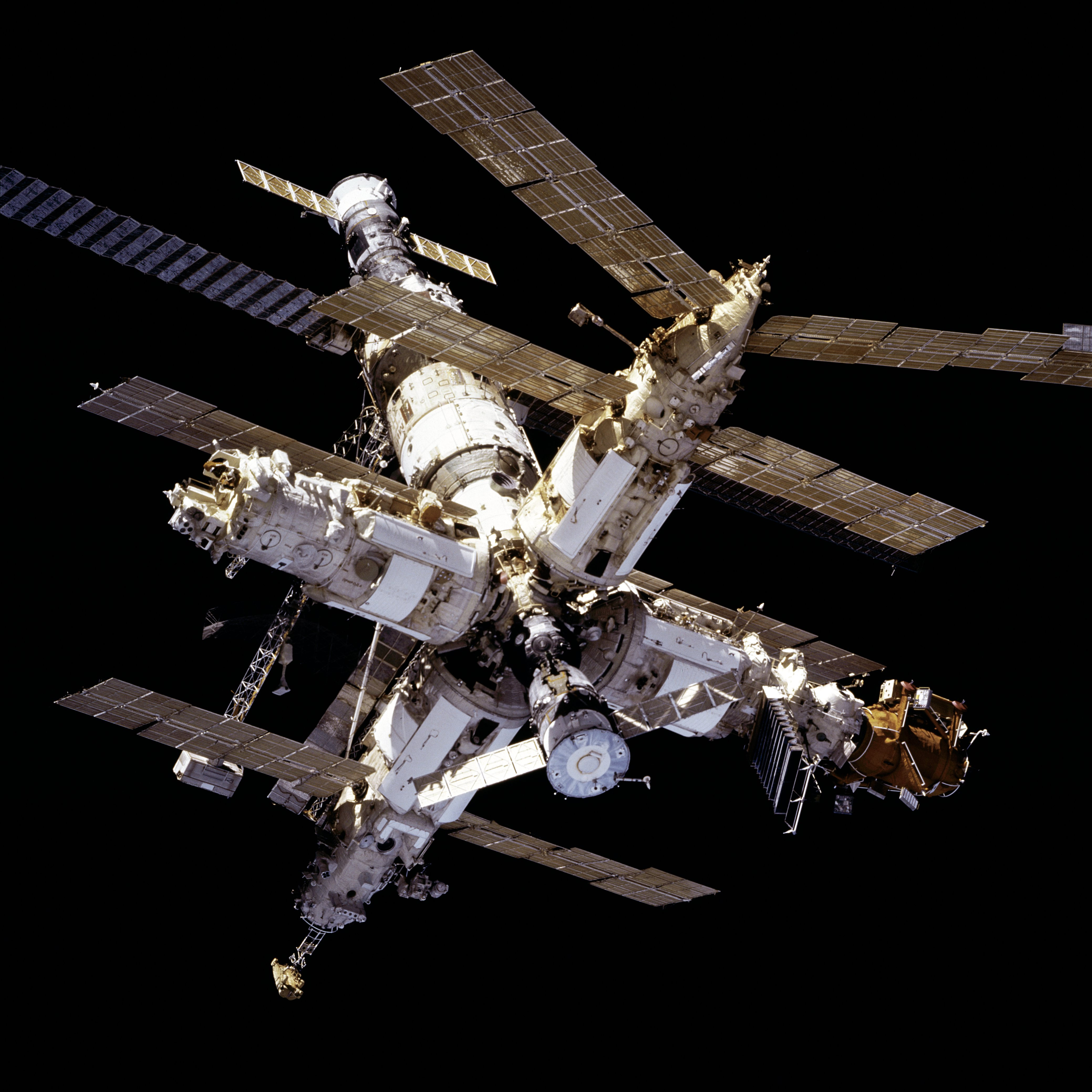
Mir fotografiert von STS-81

Nach der Kopplung zwischen Atlantis und Mir wurden 700 Liter Wasser, 1806 kg wissenschaftliches Material und Ausrüstungsgegenstände in die Station sowie 1181 kg Forschungsmaterial, darunter biomedizinische Proben, eine Bioprozess-Einheit, ein Experiment zum Züchten von Knorpelzellen und im Weltraum gewachsene Weizenpflanzen, in die Atlantis transportiert. Im Gewächshaus der Station wurde außerdem eine neue Aussaat vorbereitet. Durch spezielle Sensoren wurde die Stabilität des Komplexes, insbesondere am Kopplungsadapter und den Befestigungen der Solarzellenpaneele, bei Triebwerkszündungen untersucht. Des Weiteren wurden Wasserproben in verschiedenen Bereichen der Raumstation untersucht. Während John Blaha ins Space Shuttle umzog, wechselte Jerry Linenger in die Station. Hier sollte er bis zum Mai arbeiten. Für Notfälle wurde ein an den Astronauten angepasster Schalensitz in dem Sojus-Raumschiff ausgewechselt. Nach Verstauen aller Apparate legte die Atlantis am achten Flugtag wieder ab und umflog die Raumstation Mir zweimal in einer Entfernung von etwa 150 Metern.
Am letzten Flugtag wurde das Experiment mit dem Laufband wiederholt. Gemessen wurden Schwingungsdämpfung, Laufruhe des Trainingsgerätes, Stabilität der flexiblen Oberfläche sowie die Effektivität der Entkopplung vom Shuttle. Im Spacehab wurde außerdem ein Transportcontainer für erkrankte Personen getestet. Solche Container sollen in der Internationalen Raumstation einen schnellen Krankentransport im Notfall ermöglichen. Schließlich wurde für den Langzeitflieger Blaha ein Spezialsitz montiert, der die Belastungen während der Landephase minimiert. Die Atlantis landete nach zehntägigem Flug auf einer Betonpiste in Cape Canaveral.